# Better Call Saul
Better Call Saul ist eine US-amerikanische Dramaserie von AMC und ein Ableger der von 2008 bis 2013 ausgestrahlten Serie Breaking Bad. Sie wurde von Vince Gilligan und Peter Gould produziert und handelt vom Anwalt James McGill, der später als Saul Goodman bekannt wird, den Peter Gould für die zweite Staffel von Breaking Bad erfand. Die Fernsehserie ist zum Großteil ein Prequel und erzählt vom Werdegang McGills, sechs Jahre bevor er Walter White kennenlernt. In Schwarzweiß gehaltenen Sequenzen wird außerdem erzählt, wie es Saul Goodman nach dem Ende von Breaking Bad ergeht. Dies betrifft in Staffel 6 sogar ganze Episoden. Die Ausstrahlung der Serie begann am 8. Februar 2015 und endete am 15. August 2022.

## Handlung

### Staffel 1
Der Beginn der Haupthandlung ist im Jahr 2002 angesiedelt. James Morgan „Jimmy“ McGill ist ein erfolgloser und schlecht verdienender Rechtsanwalt in Albuquerque, der sich mit Pflichtverteidigungen über Wasser hält. Dabei arbeitet er mit den halbseidenen Methoden eines Winkeladvokaten, hat aber noch keinerlei Kontakt mit dem schwerkriminellen Drogenhandel. Daneben kümmert er sich um seinen älteren Bruder Chuck, der früher selbst ein erfolgreicher Anwalt war, jedoch seit einem psychischen Zusammenbruch unter einer selbstdiagnostizierten Elektrosensibilität leidet. Chuck ist weiterhin Namenspartner der Kanzlei Hamlin, Hamlin, McGill (HHM), die er inzwischen seinem Partner Howard Hamlin überlassen hat. Jimmy führt einen Kleinkrieg mit Howard Hamlin, den er jedoch nicht gewinnen kann. Er bekommt aber Unterstützung von seiner alten Freundin und HHM-Anwältin Kim Wexler.
In Rückblenden wird gezeigt, dass Jimmy, der wie sein Bruder aus Chicago stammt, dort früher als Trickbetrüger tätig war. Infolge eines aus dem Ruder gelaufenen Streichs wurde er wegen Exhibitionismus verurteilt und zog nach Albuquerque um, wo er als Hilfskraft in der Kanzlei seines Bruders Chuck arbeitete. Nach abgeschlossenem Fernstudium und Anwaltszulassung wurde Jimmy jedoch – vorgeblich nach Veto von Chucks Partner – nicht übernommen und machte sich selbstständig. Aus Geldmangel lässt er sich zu unsauberen Methoden hinreißen und gerät manchmal in Konflikt mit dem Gesetz.
Daneben wird die Vorgeschichte von Mike Ehrmantraut erzählt, der als Parkplatzpförtner am Gericht in Albuquerque arbeitet. Jimmy und Mike können sich zunächst nicht leiden, doch zunehmend wird ihr Verhältnis besser. Schließlich fordert Mike für einen Tipp bei Jimmy, der ihm bei einem Verhör als Anwalt zur Seite stehen soll, einen Gefallen ein. Mike steht unter Verdacht, zwei korrupte Polizisten getötet zu haben, die zuvor seinen Sohn ermordet hatten. Seitdem kümmert sich der alte Ex-Polizist um seine Schwiegertochter und seine kleine Enkelin.
Im Altenheim Sandpiper Crossing, in dem Jimmy überwiegend Senioren vertritt, entdeckt er einen großflächigen Rechnungsbetrug. Er verschafft sich Zugang zum Papiermüll der Einrichtung und setzt gemeinsam mit seinem Bruder Chuck die Dokumente zusammen, um Beweise zu finden. Gemeinsam mit HHM bereiten Chuck und Jimmy eine Sammelklage im Millionenwert vor und befinden sich im Rechtsstreit mit der gegnerischen Anwaltskanzlei Schweikart & Cokely. Chuck kehrt nach langer Zeit mit Jimmy zu HHM zurück, doch Howard weigert sich weiterhin, Jimmy dort anzustellen. Später findet Jimmy heraus, dass seit jeher sein Bruder dafür gesorgt hat, dass er nicht eingestellt worden ist, da er der Auffassung ist, Jimmy sei wegen seiner kriminellen Vergangenheit unwürdig, als Anwalt zu arbeiten. Enttäuscht nimmt sich Jimmy eine Auszeit bei seinem Jugendfreund Marco in Cicero. Als dieser bei einem versuchten gemeinsamen Trickbetrug an einem Herzinfarkt stirbt, kehrt Jimmy nach Albuquerque zurück.

### Staffel 2
Jimmy arbeitet nun bei der Kanzlei Davis & Main, die mit HHM im Fall „Sandpiper Crossing“ kooperiert. Nach und nach bemerkt Jimmy, unter anderem aufgrund einer Auseinandersetzung mit seinem Chef Clifford Main bezüglich eines von Jimmy produzierten Werbespots, dass ihm die Arbeit dort missfällt. Anschließend bedient sich Jimmy ausgefallener Methoden, um aus der Kanzlei entlassen zu werden, um seinen Bonus zu behalten, der bei Eigenkündigung entfallen würde. Schließlich gründen Jimmy und Kim ihre eigenen Kanzleien unter gemeinsamem Dach. Jimmy will Kim einen Gefallen tun und manipuliert heimlich die Dokumente der Bank Mesa-Verde, die von Kim zuvor zu HHM geholt worden sind, in Chucks Haus, was bei der nächsten Verhandlung für Verwirrungen und längerer Verzögerung führt. Mesa Verde nimmt deshalb HHM als inkompetent wahr und entscheidet sich stattdessen für Kims neue Kanzlei. Chuck findet heraus, dass Jimmy die Dokumente manipuliert hat und nimmt dessen Geständnis mit einem Diktiergerät auf.
Mike befindet sich nach einer Auseinandersetzung mit Tuco Salamanca im Krieg mit dem Salamanca-Kartell. Aus Angst um seine Enkeltochter sabotiert er eine Drogenlieferung aus Mexiko, ein geplantes Attentat auf Hector Salamanca bricht er jedoch ab, nachdem er einen Zettel mit „TU’S NICHT“ auf seinem Auto fand.

### Staffel 3
Nachdem Mike einen Drogentransport der Salamancas lahmgelegt hat, entdeckt er, dass die Fast-Food-Kette „Los Pollos Hermanos“, die unter der Leitung von Gustavo „Gus“ Fring steht, ebenso in Drogengeschäfte für das mexikanische Kartell verwickelt ist. Es folgt eine Zusammenarbeit zwischen Gus und Mike. Da das mexikanische Kartell aufgrund der Sabotagen den Transport der Salamancas als unsicher erachtet, soll Gus nun die Drogentransporte der Salamancas dauerhaft übernehmen. Bei einem Streit zwischen Hector Salamanca und Gus erleidet Hector einen Schlaganfall. Nacho, ein Handlanger der Salamancas, hatte zuvor aus Angst um seine eigene Familie Hector Salamancas Medizin manipuliert. Durch ein Eingreifen Gustavos – er verkürzt die eigentlich vielversprechende Therapie – bleibt Hector dauerhaft gelähmt und unfähig zu sprechen.
Jimmy wird währenddessen aufgrund der Beweisvernichtung und des Einbruchs bei Chuck als Anwalt für zwölf Monate suspendiert. Zusätzlich muss er Sozialstunden ableisten. Im „Sandpiper-Crossing“-Fall verzögert sich die Auszahlung an Jimmy, weswegen er die Seniorinnen manipuliert.
Chuck fühlt sich nach der Gerichtsverhandlung und seinem Ausstieg von HHM gedemütigt, nachdem seine Unzurechnungsfähigkeit bestätigt und seine „Elektrosensibilität“ als psychische Krankheit betrachtet worden ist. Nachdem er schließlich mit seinem Bruder Jimmy gebrochen hat, verbleibt er einsam in seinem Haus. Einige Tage demoliert er sein Haus, um eine vermeintliche Stromquelle zu lokalisieren. Schließlich provoziert er einen Brand durch eine Gaslaterne und stirbt im brennenden Haus.

### Staffel 4
Da Hector nach seinem Schlaganfall nicht mehr in der Lage ist, die Geschäfte des Kartells zu führen, steigt Nacho in der Organisation auf. Gus kann seine Machtstellung stärken, indem er durch ein inszeniertes Drive-by-Shooting den Salamanca-Clan auf die Espinosa-Familie hetzt. Die Vorfälle ziehen jedoch die Aufmerksamkeit von Lalo Salamanca auf sich, der nun den Konflikt mit Gus endgültig regeln möchte.
Nachdem Mike einen Scheinjob als Sicherheitsinspektor bei Madrigal Electromotive angenommen hat, wird er von Gus mit dem Bau eines geheimen Drogenlabors unter seiner Industriewäscherei betraut. Für den komplizierten Ausbau werden der Bauingenieur Werner Ziegler sowie weitere Arbeiter aus Deutschland angeheuert. Diese bekommen Unterkünfte zur Verfügung gestellt, müssen sich jedoch aufgrund der notwendigen Geheimhaltung strikten Sicherheitsmaßnahmen und isolierten Lebensverhältnissen unterziehen. Nachdem ein Großteil der Bauarbeiten beendet ist, ergreift Werner die Flucht aus der Unterkunft. Mike gelingt es, Werner aufzuspüren und tötet ihn schließlich im Auftrag von Gus.
Jimmy nimmt währenddessen einen Job als Handyverkäufer an, um die Zeit seiner Suspendierung als Anwalt zu überbrücken. Kim sieht jedoch von einer gemeinsamen Kanzlei mit Jimmy ab und schließt sich der Kanzlei Schweikart & Cokely an, die Kim im Fall „Mesa Verde“ unterstützt. Jimmy bekommt zunächst seine Anwaltslizenz nicht zurück, kann aber die Entscheidung der Anwaltskammer erfolgreich anfechten, indem er eine Rede über seine Beziehung zu Chuck hält. Zudem möchte er fortan unter einem neuen Alias tätig sein: Saul Goodman.

### Staffel 5
Lalo Salamanca hat etwas über den Bau des Labors erfahren, deshalb will Gus ihn ausschalten lassen. Die deutschen Monteure werden vorzeitig zurück in ihre Heimat geschickt, doch sie scheinen bereits zu ahnen, was mit Werner Ziegler geschehen ist. Mike möchte zunächst nicht mehr weiter für Gus arbeiten. Nacho soll Gus über Lalos Pläne berichten. Der inhaftierte Domingo liefert Informationen an den DEA-Agenten Hank Schrader. Jimmy und Kim heiraten. Lalo kommt wegen Mordes ins Gefängnis und wird Sauls Mandant. Lalo beauftragt Jimmy mit der Aufgabe, das Geld für seine sieben Millionen Dollar teure Kaution an einem Wechselpunkt mitten in der Wüste abzuholen. Hierbei gerät Jimmy in einen Hinterhalt und kann sich nur mit Mühe und dank Mikes Hilfe retten. Die Kaution für Lalo wird schließlich bezahlt, und Lalo kommt frei. Lalo fährt zurück in seine Heimat. Gus beauftragt ein Killerkommando, das diesen mit Nachos Hilfe töten soll. Über einen geheimen Fluchtweg entkommt Lalo aus dem Gebäude und kann anschließend die Angreifer überlisten und töten.

### Staffel 6
Lalo Salamanca verschweigt – abgesehen von Héctor Salamanca – allen Beteiligten, dass er noch am Leben ist. Er setzt sich nach Deutschland ab und gelangt dort an genaue Informationen zu Gus Frings geplantem Geheimlabor unter der Wäscherei. Gerüchte über Saul, dass er ein Kartellanwalt sei, kurbeln sein Geschäft an und verschaffen ihm Mandanten. Dafür wird er am Gericht neuerdings gemieden. Er mietet das aus Breaking Bad bekannte Anwaltsbüro in einem Einkaufscenter und stellt seine Sekretärin Francesca wieder ein.
Auf Druck von Gus nimmt Nacho die Schuld für Lalos vermeintlichen Tod alleine auf sich und begeht Suizid. Gus Fring ahnt, dass Lalo Salamanca noch am Leben sein könnte, und trifft Schutzvorkehrungen. Währenddessen versuchen Saul und Kim Wexler, mit Intrigen gegen HHM selbige Kanzlei dazu zu bringen, einen Vergleich im Sandpiper-Fall einzugehen. Nachdem Howard herausgefunden hat, dass Saul und Kim erfolgreich ein falsches Spiel mit ihm gespielt haben, will er die beiden zur Rede stellen. Lalo kommt überraschend hinzu, tötet Howard und zwingt Kim dazu, ein Attentat auf Fring zu verüben. Lalo schleicht sich währenddessen unbemerkt in die Wäscherei ein, doch Fring erkennt dessen Plan und lockt ihn in einen fingierten Hinterhalt, wo er ihn schließlich erschießt. Danach werden beide Leichen von Mike und seinem Team beseitigt, wobei Howards Tod als Suizid inszeniert wird.
Héctor lässt derweil wiederum Don Eladio ausrichten, dass Fring für Lalos Tod verantwortlich sei, doch jener schenkt ihm keinen Glauben und befördert stattdessen Fring, der nun unter Bolsa arbeiten soll. Nach einer Gedenkveranstaltung in Howards Kanzlei erklärt Kim überraschend Jimmy gegenüber, dass sie beide Gift füreinander seien, wobei sie ihren Job an den Nagel hängt und ihren Ehemann verlässt. Kurz darauf wird Walter White sein neuer Klient (siehe Breaking Bad- Staffel 2, Folge 8 – Episode: „Beauftragen Sie Saul“). Der Wandel von Jimmy McGill zu Saul Goodman ist damit abgeschlossen.
Die zehnte Folge der Staffel spielt erstmals komplett in der Zeit nach Breaking Bad: Gemeinsam mit Jeff, der aus Albuquerque stammt und Saul Goodman als ebendiesen erkannt hat, stiehlt er wertvolle Kleidung aus einem Designergeschäft. Saul interessiert sich dabei keineswegs für das Diebesgut, es geht ihm darum, Jeff in der Hand zu haben, damit dieser sein Inkognito nicht auffliegen lässt.
Wie bereits im Serienfinale von Breaking Bad angedeutet, zahlt Saul seiner ehemaligen Sekretärin Francesca ein zweites Mal Schweigegeld. Dabei deprimieren ihn einige Nachrichten aus Albuquerque und ein Telefonat mit Kim. Entgegen seiner ursprünglichen Forderung kommt er wieder mit Jeff ins Geschäft, mit dem er Identitäten von Barbesuchern stiehlt und an Kriminelle verkauft.
Sechs Jahre nach Howards Tod reist Kim nach Albuquerque, wo sie Howards Witwe einen Brief übergibt, in dem sie ihre und Sauls Schuld an Howards Fall beichtet. Im Anschluss erleidet sie einen Nervenzusammenbruch. Als Jeff versucht, die Polizei von Saul abzulenken, gerät er selbst in Verdacht, ein Einbrecher zu sein. Saul möchte Jeffs Mutter dazu bringen, die Kaution auf der Polizeiwache zu hinterlegen. Sie wird jedoch misstrauisch und findet über das Internet Sauls wahre Identität heraus. Sie alarmiert die Polizei, und Saul ist gezwungen, die Flucht zu ergreifen.
Jener wird jedoch binnen kurzer Zeit verhaftet und nach New Mexico gebracht, wo er von der Staatsanwaltschaft verhört wird, wobei auch Hanks Witwe Marie Schrader anwesend ist. Durch sein anwaltliches Talent gelingt es ihm zunächst, die Staatsanwaltschaft zu überzeugen, nur sieben Jahre Haft unter guten Bedingungen zu fordern. Auf dem Weg nach Albuquerque erfährt er, dass Kim eine Zivilklage von Howards Witwe zu erwarten hat. Er gibt vor, neue Informationen gegen Kim liefern zu können, und schafft es so, dass sie seiner Verhandlung beiwohnt. Entgegen dem Deal gesteht Saul vor Gericht seine Schuld unter anderem am Tod seines Bruders Chuck sowie seine Arbeit für White und entlastet Kim in der Causa Howard und übernimmt so zum ersten Mal die Verantwortung für seine Taten. Am Ende seiner Aussage betont er, dass er ab jetzt mit seinem wahren Namen James McGill angesprochen werden will. Kurz darauf besucht ihn Kim in der Gefängniszelle, wo sie sich wie in der ersten Folge der Serie mit ihm eine Zigarette teilt. Kim erwähnt dann auch die Haftstrafe, er wurde zu 86 Jahren verurteilt. Jimmy scherzt, dass er bei eventueller guter Führung früher entlassen werde. Nach dem Gespräch läuft Kim am abgesperrten Basketballplatz des Gefängnisses vorbei, in dem auch Jimmy steht. Kim bleibt kurz vor dem Tor stehen, beide schauen sich an, und Jimmy bildet mit seinen Händen Pistolen, wie es Kim damals getan hatte. Kim läuft anschließend hinaus und dreht sich um, beide schauen sich ein letztes Mal an, bis eine Mauer ihre Sicht versperrt.

## Alias
Obwohl der Name des Protagonisten James Morgan „Jimmy“ McGill ist, entwickelt sich im Verlauf der Serie sein Alias Saul Goodman. Die erste Andeutung ergibt sich in der vierten Folge, als sich Jimmy in einer Rückblende einem flüchtigen Bekannten, den er betrügen will, als Saul Goodman vorstellt und dies dann mit dem Homophon „’s all good, man“ erklärt (auf Deutsch etwa: „alles ist in Ordnung, Mann“). Als Jimmy in der dritten Staffel vorübergehend seine Anwaltslizenz verliert, betätigt er sich unter diesem Namen als Regisseur für Werbespots. In Staffel vier, in der er unter dem Druck der Bewährungsauflagen Filialleiter eines nahezu umsatzlosen Handyladens wird, landet er punktuelle Verkaufserfolge mit der Ansprache von Kunden, denen er die Wichtigkeit von Anonymität beim Telefonieren einredet. Er übernimmt auf eigene Rechnung eine sehr große Menge nicht nachverfolgbarer Prepaidhandys, um diese unter seinem Alias Saul Goodman mit sattem Aufschlag an zwielichtige Interessenten zu verkaufen. Nach Wiedererlangen seiner Anwaltslizenz entscheidet er sich, seine Tätigkeit wegen des etablierten Bekanntheitsgrads unter dem Namen Saul Goodman wieder aufzunehmen.

## Entwicklung
Nachdem Produzent Gilligan sich bereits im Juli 2012 während eines Interviews über die Idee einer solchen Serie geäußert hatte, wurde sie im April 2013 von AMC angekündigt und schließlich von Februar 2015 bis August 2022 ausgestrahlt.

“I would love to see a Saul Goodman spinoff. I like the idea of a lawyer show in which the main lawyer will do anything it takes to stay out of a court of law. He’ll settle on the courthouse steps, whatever it takes to stay out of the courtroom. That would be fun – I would like that.”

„Ich würde gerne einen Saul-Goodman-Spin-off sehen. Mir gefällt die Idee einer Anwaltsserie, in welcher der Anwalt alles Erdenkliche versucht, um einem Gericht fernzubleiben. Er würde noch auf den Stufen zum Gerichtsgebäude einen Vergleich abschließen – was immer auch nötig ist, um dem Gerichtssaal fernzubleiben. Das wäre lustig, mir würde das gefallen.“

Gould war Showrunner, Gilligan führte bei der ersten Folge Regie, und die Breaking-Bad-Autoren Thomas Schnauz (co-executive) und Gennifer Hutchison (supervising producer) schrieben ebenfalls bei Better Call Saul mit. In einem Interview äußerte Gilligan, dass die Serie witziger als Breaking Bad werden solle.
Im Dezember 2013 verkündete Netflix, dass die erste Staffel über den Video-on-Demand-Dienst kurz nach Beginn der Ausstrahlung (Europa und Lateinamerika) beziehungsweise nach Ende der ersten Staffel (USA und Kanada) zur Verfügung stehen werde.

## Produktion
Im September 2013 wurde bekannt gegeben, dass der amerikanische Kabelsender AMC das Breaking-Bad-Spin-off für eine erste Staffel, bestehend aus zehn Folgen, bestellt hat – ohne zunächst einen Serienpiloten produzieren zu lassen. Die Ausstrahlung wurde später für November 2014 angekündigt.

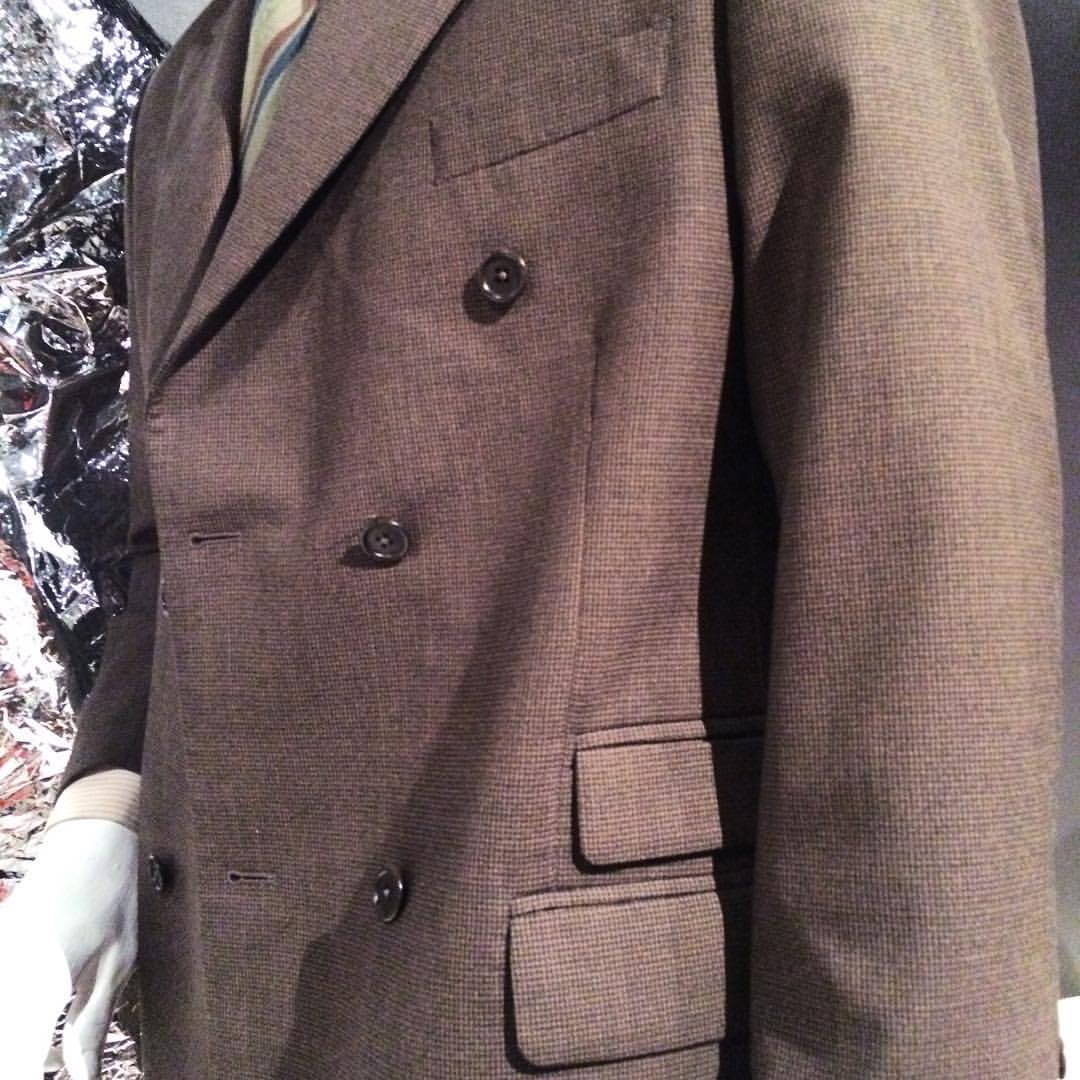
Ein Kostüm aus der Serie, ausgestellt im Fashion Institute of Design & Merchandising Museum

Im Juni 2014 wurde die Serie um eine 13-teilige zweite Staffel verlängert, der Ausstrahlungsbeginn der ersten Staffel wurde auf Anfang 2015 verschoben. Die zweite Staffel wurde später auf 10 Episoden wie in der ersten Staffel gekürzt.
Am 12. August 2014 wurde ein erster Teaser von AMC veröffentlicht. In einem am 20. November 2014 veröffentlichten Trailer wurde als Premierendatum der 8. Februar 2015 angegeben. Am 27. Januar 2015 kündigte Netflix an, die ersten beiden Folgen der Serie ab dem 11. Februar 2015 in Deutschland verfügbar zu machen. In Österreich und der Schweiz wurden die ersten beiden Folgen schon am 9. und 10. Februar 2015 den Netflix-Abonnenten zur Verfügung gestellt. Weitere Folgen wurden im wöchentlichen Rhythmus, dienstags, in allen drei deutschsprachigen Ländern auf Netflix, im iTunes Store und auf Amazon Video veröffentlicht.
Die internationale Premiere der Serie erfolgte am 10. Februar 2015 im Rahmen der 65. Berlinale in Berlin.
Die zweite Staffel wurde vom 15. Februar bis 18. April 2016 in den Vereinigten Staaten auf AMC ausgestrahlt. In Österreich und der Schweiz wurde die Staffel vom 16. Februar bis zum 19. April 2016 auf Netflix veröffentlicht, in Deutschland seit dem 17. Februar 2016 auf Netflix. Im deutschen iTunes Store und auf Amazon Video wurden die Folgen, wie im österreichischen und schweizerischen Netflix, seit dem 16. Februar wöchentlich veröffentlicht.
Mitte März 2016 verlängerte AMC die Serie um eine zehnteilige dritte Staffel. Bob Odenkirk gab bereits bekannt, dass in dieser Staffel der aus der Serie Breaking Bad bekannte Gustavo „Gus“ Fring zu sehen sein wird. Einen Hinweis darauf geben auch die Titel der zweiten Staffel, deren Anfangsbuchstaben, in die richtige Reihenfolge gebracht, Fring’s Back (Fring ist zurück) ergeben. Die dritte Staffel wurde vom 10. April bis 19. Juni 2017 ausgestrahlt. In Staffel 3 traten zudem zahlreiche weitere bereits aus Breaking Bad bekannte Figuren, etwa Victor, Tyrus, Juan Bolsa, Francesca, Lydia Rodarte-Quayle und Don Eladio, auf.
Im Juni 2017 verlängerte AMC die Serie um eine zehnteilige vierte Staffel, die ab dem 6. August 2018 ausgestrahlt wurde. Die Premiere fand am 19. Juli 2018 auf der San Diego Comic-Con 2018 statt.
Noch vor dem Beginn der vierten Staffel bestellte AMC eine fünfte. Diese wurde ab dem 23. Februar 2020 ausgestrahlt.
Im Januar 2020, also kurz vor Ausstrahlung der fünften Staffel, wurde eine sechste und letzte Staffel angekündigt. Die Dreharbeiten begannen im März 2021, verzögerten sich allerdings, da Bob Odenkirk während der Dreharbeiten einen Herzinfarkt erlitt. Die ersten beiden Episoden starteten am 18. April 2022, im Wochenrhythmus wurde bis zum 23. Mai jeweils eine weitere Folge ausgestrahlt. Die restlichen sechs Folgen der Staffel wurden vom 11. Juli 2022 bis zum 15. August 2022 ebenfalls im Wochenzyklus ausgestrahlt.

## Besetzung und Synchronisation
Die Serie wurde bei der Berliner Synchron nach Dialogbüchern von Erik Paulsen (Staffel 1) und Yvonne Prieditis (ab Staffel 2) unter der Dialogregie von Paulsen (Staffel 1) und Frank Muth (ab Staffel 2) synchronisiert.

### Hauptbesetzung
| Rollenname                                            | Schauspieler       | Foto           | Hauptrolle (Episoden) | Nebenrolle (Episoden) | Synchronsprecher                                                                    |
| ----------------------------------------------------- | ------------------ | -------------- | --------------------- | --------------------- | ----------------------------------------------------------------------------------- |
| James Morgan „Jimmy“ McGill„Saul Goodman“Gene Takavic | Bob Odenkirk       | Bob Odenkirk   | 1.01–6.13             |                       | Michael Pan                                                                         |
| Michael „Mike“ Ehrmantraut                            | Jonathan Banks     | Jonathan Banks | 1.01–6.13             |                       | Eberhard Haar (Staffel 1–5) 1 Kaspar Eichel (Staffel 6)                             |
| Kimberley „Kim“ Wexler                                | Rhea Seehorn       | Rhea Seehorn   | 1.01–6.13             |                       | Katharina Spiering (1.01) Claudia Gáldy (Staffel 1–5) 2 Cathlen Gawlich (Staffel 6) |
| Howard Hamlin                                         | Patrick Fabian     | Patrick Fabian | 1.01–6.08             |                       | Bernd Vollbrecht                                                                    |
| Charles Lindbergh „Chuck“ McGill                      | Michael McKean     | Michael McKean | 1.01–3.10             | 4.06, 4.10, 6.13      | Wolfgang Condrus                                                                    |
| Ignacio „Nacho“ Varga                                 | Michael Mando      | Michael Mando  | 1.02–6.03             |                       | Michael Baral                                                                       |
| Gustavo „Gus“ Fring                                   | Giancarlo Esposito |                | 3.02–6.09             |                       | Frank-Otto Schenk (Staffel 3) 3 Oliver Siebeck (Staffel 4–6)                        |
| Eduardo „Lalo“ Salamanca                              | Tony Dalton        | Tony Dalton    | 5.01–6.08             | 4.08–4.10             | Marcus Off                                                                          |

### Nebenbesetzung
| Rollenname                         | Schauspieler            | Nebenrolle (Episoden)                                                                           | Synchronsprecher                     |
| ---------------------------------- | ----------------------- | ----------------------------------------------------------------------------------------------- | ------------------------------------ |
| Betsy Kettleman                    | Julie Ann Emery         | 1.01–1.04, 1.07, 6.02                                                                           | Julia Horvath (Staffel 1)            |
| Betsy Kettleman                    | Julie Ann Emery         | 1.01–1.04, 1.07, 6.02                                                                           | Marieke Oeffinger (Staffel 6)        |
| Craig Kettleman                    | Jeremy Shamos           | 1.01–1.04, 1.07, 6.02                                                                           | Christian Intorp                     |
| Lars                               | Steven Levine           | 1.01–1.02                                                                                       | Julien Haggège                       |
| Cal                                | Daniel Spenser Levine   | 1.01–1.02                                                                                       | Julien Haggège                       |
| Mrs. Salamanca                     | Míriam Colón            | 1.01–1.02                                                                                       | Monica Bielenstein                   |
| Mrs. Nguyen                        | Eileen Fogarty          | 1.01–1.02, 1.04, 2.01–2.02, 4.06, 4.08, 6.04                                                    | Chi Le                               |
| Tuco Salamanca                     | Raymond Cruz            | 1.01–1.02, 2.04                                                                                 | Tommy Morgenstern                    |
| Brenda                             | Sarah Minnich           | 1.01, 1.09, 2.02, 2.08, 3.10–4.01                                                               | Heike Beeck                          |
| Bezirksstaatsanwalt William Oakley | Peter Diseth            | 1.02–1.03, 2.05, 3.03, 3.05, 4.05–4.06, 5.01–5.02, 5.09, 6.04, 6.09, 6.13                       | Matthias Klages                      |
| Marco Pasternak                    | Mel Rodriguez           | 1.04, 1.10, 3.08                                                                                | Michael Iwannek                      |
| Kameramann                         | Josh Fadem              | 1.04, 2.03, 2.07–2.09, 3.06–3.08, 4.08, 4.10–5.01, 5.06, 6.06–6.07                              | Fabian Oscar Wien                    |
| Detective Greg Danders             | Barry Shabaka Henley    | 1.05–1.07                                                                                       | Thomas Kästner                       |
| Detective Abbasi                   | Omid Abtahi             | 1.05–1.07                                                                                       | Bernhard Völger                      |
| Dr. Vera Cruz                      | Clea DuVall             | 1.05, 2.10, 3.08                                                                                | Anna Grisebach                       |
| Stacey Ehrmantraut                 | Kerry Condon            | 1.06, 1.08–1.09, 2.03, 2.07–2.08, 3.04, 3.06–3.07, 4.01, 4.04, 4.06, 5.02, 5.04, 5.07, 6.06     | Katharina Spiering                   |
| Kaylee Ehrmantraut                 | Faith Healey            | 1.06, 1.08–1.09, 2.03, 2.05–2.06, 2.08                                                          | Elisa Reiß                           |
| Kaylee Ehrmantraut                 | Abigail Zoe Lewis       | 3.04                                                                                            | Elisa Reiß                           |
| Kaylee Ehrmantraut                 | Abigail Zoe Lewis       | 4.01–4.02                                                                                       | Hannah Kunze                         |
| Kaylee Ehrmantraut                 | Juliet Donenfeld        | 6.02, 6.06                                                                                      | Valentina Bonalana                   |
| Dr. Caldera                        | Joe DeRosa              | 1.06, 1.08, 2.03, 3.01, 4.03, 6.06                                                              | Stefan Krause                        |
| Ernesto                            | Brandon K. Hampton      | 1.08, 1.10, 2.02, 2.05, 2.09–3.02, 4.10                                                         | Dirk Petrick                         |
| Rich Schweikart                    | Dennis Boutsikaris      | 1.08–1.09, 2.06–2.07, 4.01, 4.06–4.07, 4.10, 5.03, 5.05–5.07, 5.09, 6.07, 6.09                  | Till Hagen                           |
| Daniel „Pryce“ Warmolt             | Mark Proksch            | 1.09, 2.01–2.02, 3.07                                                                           | Gerrit Schmidt-Foß (1.09)            |
| Daniel „Pryce“ Warmolt             | Mark Proksch            | 1.09, 2.01–2.02, 3.07                                                                           | Rainer Fritzsche (ab 2.01)           |
| Sobchak                            | Steven Ogg              | 1.09, 5.05                                                                                      | Thomas Petruo (1.09)                 |
| Sobchak                            | Steven Ogg              | 1.09, 5.05                                                                                      | Sven Brieger (5.05)                  |
| Clifford Main                      | Ed Begley junior        | 2.01–2.04, 2.07, 4.01, 5.06, 6.01–6.02, 6.04–6.07, 6.09                                         | Bodo Wolf (Staffel 2–5)              |
| Clifford Main                      | Ed Begley junior        | 2.01–2.04, 2.07, 4.01, 5.06, 6.01–6.02, 6.04–6.07, 6.09                                         | Lutz Mackensy (Staffel 6)            |
| Omar                               | Omar Maskati            | 2.01–2.05, 2.07–2.08                                                                            | Marcel Mann                          |
| Erin Brill                         | Jessie Ennis            | 2.01–2.03, 2.05, 2.07, 3.10, 6.02, 6.05, 6.07                                                   | Jenny Maria Meyer                    |
| Manuel Varga                       | Juan Carlos Cantu       | 2.02, 3.06, 3.08–3.10, 4.02, 4.04, 5.02–5.03, 6.03, 6.09                                        | Abelardo Decamilli (Staffel 2–4, 6)  |
| Manuel Varga                       | Juan Carlos Cantu       | 2.02, 3.06, 3.08–3.10, 4.02, 4.04, 5.02–5.03, 6.03, 6.09                                        | Ronald Nitschke (Staffel 5)          |
| Domingo „Krazy-8“ Molina           | Maximino Arciniega      | 2.04, 3.06, 3.08, 4.08, 5.01–5.03                                                               | Simon Derksen                        |
| Héctor Salamanca                   | Mark Margolis           | 2.05–2.06, 2.08–2.10, 3.04, 3.06, 3.08–4.03, 4.06–4.07, 4.09, 5.02, 5.09, 6.01–6.03, 6.07, 6.09 | Uli Krohm                            |
| Kevin Wachtell                     | Rex Linn                | 2.05–2.06, 2.08–2.09, 3.05, 3.08, 4.03, 4,08, 5.04–5.07, 6.01                                   | Frank Muth                           |
| Paige Novick                       | Cara Pifko              | 2.05–2.06, 2.08–2.09, 3.01, 3.05, 3.07–3.08, 4.03, 4.05, 4,08, 5.03–5.07                        | Marion Musiol                        |
| Rebecca Bois                       | Ann Cusack              | 2.05, 3.05–3.06, 4.01–4.02                                                                      | Heike Schroetter                     |
| Leonel Salamanca                   | Daniel Moncada          | 2.06, 2.10, 4.02–4.04, 5.08, 6.01–6.03, 6.09                                                    | – 1                                  |
| Marco Salamanca                    | Luis Moncada            | 2.06, 2.10, 4.02–4.04, 5.08, 6.01–6.03, 6.09                                                    | – 1                                  |
| Arturo                             | Vincent Fuentes         | 2.06, 2.08–2.10, 3.04, 3.06, 3.09–4.03                                                          | Tino Kießling                        |
| Ximenez Lecerda                    | Manuel Uriza            | 2.08–2.10, 3.04                                                                                 | – 1                                  |
| Captain Bauer                      | Brendan Fehr            | 2.08, 3.01                                                                                      | Kim Hasper                           |
| Make-Up-Girl                       | Hayley Holmes           | 2.09, 3.06–3.08, 4.08, 4.10–5.01, 5.06, 6.06–6.07                                               | Josephine Schmidt                    |
| Francesca Liddy                    | Tina Parker             | 3.02–3.06, 3.08–3.10, 4.05, 6.05–6.06, 6.09, 6.11–6.12                                          | Nina Herting                         |
| Victor                             | Jeremiah Bitsui         | 3.02–3.05, 3.09, 4.01–4.04, 4.10, 5.02, 5.04, 5.06, 5.09, 6.02–6.03, 6.08                       | Uwe Jellinek                         |
| Tyrus Kitt                         | Ray Campbell            | 3.03, 3.05, 4.02–4.04, 4.06, 4.09–4.10, 5.02–5.03, 5.09, 6.01–6.03, 6.06–6.08                   | Felix Isenbügel                      |
| Dr. Barry Goodman                  | JB Blanc                | 3.03, 4.02, 5.05                                                                                | Abelardo Decamilli (3.03)            |
| Dr. Barry Goodman                  | JB Blanc                | 3.03, 4.02, 5.05                                                                                | Dirk Bublies (Staffel 4–5)           |
| Kyra Hay                           | Kimberly Hebert Gregory | 3.03–3.04                                                                                       | Arianne Borbach                      |
| Don Eladio Vuente                  | Steven Bauer            | 3.04, 5.10–6.01, 6.09                                                                           | – 1                                  |
| Juan Bolsa                         | Javier Grajeda          | 3.04, 3.10–4.01, 4.03, 5.01, 5.09–6.03, 6.09                                                    | Abelardo Decamilli                   |
| Lyle                               | Harrison Thomas         | 3.04, 4.09, 5.04, 6.05, 6.08                                                                    | Julian Tennstedt                     |
| Lydia Rodarte-Quayle               | Laura Fraser            | 3.05, 3.09, 4.02, 5.07                                                                          | Marie Bierstedt                      |
| Huell Babineaux                    | Lavell Crawford         | 3.05, 4.06–4.08, 5.01, 5.07, 6.01, 6.03                                                         | Christoph Banken                     |
| Mr. Alley                          | Quinn VanAntwerp        | 3.05–3.06                                                                                       | Peter Lontzek                        |
| Anita                              | Tamara Tunie            | 3.06–3.07, 4.04                                                                                 | Diana Borgwardt                      |
| Barry Hedberg                      | Jordan Lage             | 4.01                                                                                            | Fritz Rott                           |
| Gale Boetticher                    | David Costabile         | 4.03, 4.10                                                                                      | Uwe Büschken                         |
| Viola Goto                         | Keiko Agena             | 4.03, 4.05, 4.07, 5.05–5.06, 6.05                                                               | Greta Galisch de Palma               |
| Ira                                | Franc Ross              | 4.03–4.04                                                                                       | Andreas Müller                       |
| Richter Benedict Munsinger         | Ethan Phillips          | 4.04, 4.08                                                                                      | Stefan Staudinger                    |
| Henry                              | Marc Evan Jackson       | 4.04                                                                                            | Peter Flechtner                      |
| Werner Ziegler                     | Rainer Bock             | 4.05–4.10                                                                                       | Rainer Bock                          |
| Bauingenieur                       | Carlos Leal             | 4.05                                                                                            | Sebastian Christoph Jacob            |
| Peewee                             | Tommy Nelson            | 4.05–4.06                                                                                       | Oskar Räuker                         |
| Casper                             | Stefan Kapičić          | 4.06–4.09, 5.01, 6.06                                                                           | Dirc Simpson                         |
| Kai                                | Ben Bela Böhm           | 4.06–4.09, 5.01                                                                                 | Ben Bela Böhm Dennis Sandmann (4.09) |
| Amber                              | Katerina Tannenbaum     | 4.08, 5.01–5.03, 5.09, 6.02                                                                     | Franziska Endres                     |
| Ed Galbraith                       | Robert Forster          | 5.01                                                                                            | Thomas Kästner                       |
| Hank Schrader                      | Dean Norris             | 5.03–5.04                                                                                       | Lutz Schnell                         |
| Steven Gomez                       | Steven Michael Quezada  | 5.03–5.04                                                                                       | Sebastian Christoph Jacob            |
| Everett Acker                      | Barry Corbin            | 5.03–5.05                                                                                       | Roland Hemmo                         |
| Det. Tim Roberts                   | Nigel Gibbs             | 5.06–5.07, 6.01                                                                                 | Axel Lutter                          |
| Peter Schuler                      | Norbert Weisser         | 5.07                                                                                            | Marko Bräutigam                      |
| Suzanne Ericsen                    | Julie Pearl             | 6.03, 6.13                                                                                      | Susanne Schwab                       |
| Spooge                             | David Ury               | 6.04                                                                                            | Gerrit Schmidt-Foß                   |
| Wendy                              | Julia Minesci           | 6.04                                                                                            | Denise Gorzelanny                    |
| Genidowski                         | Lennie Loftin           | 6.05–6.07                                                                                       | Reinhard Scheunemann                 |
| Cheryl Hamlin                      | Sandrine Holt           | 6.06, 6.09, 6.12                                                                                | Melanie Hinze                        |
| Richter Rand Casimiro              | John Posey              | 6.06–6.07                                                                                       | Hans Hohlbein                        |
| David                              | Reed Diamond            | 6.09                                                                                            | Matthias Klie                        |
| Marion                             | Carol Burnett           | 6.10–6.13                                                                                       | Monica Bielenstein                   |
| Jeff                               | Don Harvey              | 4.01, 5.01                                                                                      | Robert Glatzeder                     |
| Jeff                               | Pat Healy               | 6.10–6.12                                                                                       | Karlo Hackenberger                   |
| Frank                              | Jim O’Heir              | 6.10                                                                                            | Reinhard Scheunemann                 |
| Jesse Pinkman                      | Aaron Paul              | 6.11–6.12                                                                                       | Marcel Collé                         |
| Walter White                       | Bryan Cranston          | 6.11, 6.13                                                                                      | Joachim Tennstedt                    |
| Marie Schrader                     | Betsy Brandt            | 6.13                                                                                            | Gundi Eberhard                       |

## Episodenliste
| Staffel | Episodenanzahl | Erstausstrahlung USA | Erstausstrahlung USA | Deutschsprachige Erstveröffentlichung | Deutschsprachige Erstveröffentlichung |
| Staffel | Episodenanzahl | Staffelpremiere      | Staffelfinale        | Staffelpremiere                       | Staffelfinale                         |
| ------- | -------------- | -------------------- | -------------------- | ------------------------------------- | ------------------------------------- |
| 1       | 10             | 8. Februar 2015      | 6. April 2015        | 9. Februar 2015                       | 7. April 2015                         |
| 2       | 10             | 15. Februar 2016     | 18. April 2016       | 16. Februar 2016                      | 19. April 2016                        |
| 3       | 10             | 10. April 2017       | 19. Juni 2017        | 11. April 2017                        | 20. Juni 2017                         |
| 4       | 10             | 6. August 2018       | 8. Oktober 2018      | 7. August 2018                        | 9. Oktober 2018                       |
| 5       | 10             | 23. Februar 2020     | 20. April 2020       | 24. Februar 2020                      | 21. April 2020                        |
| 6       | 13             | 18. April 2022       | 15. August 2022      | 19. April 2022                        | 16. August 2022                       |

### Webserien
Seit der dritten Staffel hat AMC bisher drei zehnteilige Kurzserien veröffentlicht. Die Episoden bestehen zum Teil aus animierten sowie real verfilmten Segmenten. Thematisch korrespondiert die Webserie mit der jeweiligen Staffel. Die Folgen wurden im Laufe einer jeden Staffel auf YouTube und AMCs Website veröffentlicht.
Staffel 1 zeigt das Los Pollos Hermanos Employee Training mit Gus Fring. In ihr wird, wie in Staffel 3 von Better Call Saul, Gus Fring vorgestellt. Zudem gewann die Staffel einen Emmy.
In Staffel 2 geht es um das Madrigal Electromotive Security Training mit Mike Ehrmantraut.
In Staffel 3 gibt Kim Wexler ein Ethics Training. Die Kameraarbeit übernimmt dabei Jimmy.

## Rezeption
In seiner Kritik zur Pilotepisode schrieb Axel Schmitt vom Branchenportal Serienjunkies.de, dass „der Auftakt von Better Call Saul nicht frei von Schwächen“ sei, aber „eine Serie verspricht, die mehr ist als nur ein Abklatsch ihres grandiosen Mutterformats Breaking Bad“. Nach Abschluss der ersten Staffel schrieb Felix Böhme, sie gehöre „bereits jetzt schon zu den besten Serien des Jahres 2015, da es sich um ein hochinteressantes, packendes sowie extrem unterhaltsames Charakterdrama handelt“.
Die Review-Seite Rotten Tomatoes hat die ersten beiden Staffeln mit jeweils 97 % bewertet, die dritte mit 98 %, die vierte, fünfte und sechste jeweils mit 99 %. Die Gesamtbewertung der Serie liegt bei 98 %. Bei Metacritic erhielt Better Call Saul einen Metascore von 86/100, basierend auf 139 Rezensionen.

### Bewertungen
| Staffel | Durchschnittliche Bewertung auf Rotten Tomatoes | Durchschnittliche Bewertung auf Rotten Tomatoes | Metascore        | Metascore           |
| Staffel | Relativ, von 10                                 | Anzahl der Rezensionen                          | Relativ, von 100 | Anzahl der Kritiken |
| ------- | ----------------------------------------------- | ----------------------------------------------- | ---------------- | ------------------- |
| 1       | 8,1                                             | 291                                             | 78               | 43                  |
| 2       | 8,7                                             | 182                                             | 85               | 18                  |
| 3       | 8,75                                            | 175                                             | 87               | 18                  |
| 4       | 8,9                                             | 185                                             | 87               | 16                  |
| 5       | 8,9                                             | 184                                             | 92               | 16                  |
| 6       | 9,4                                             | 179                                             | 94               | 20                  |

### Auszeichnungen
Primetime Emmy Awards
- 2015: Primetime Emmy nominiert Outstanding Lead Actor in a Drama Series – Bob Odenkirk[42]
- 2015: Primetime Emmy nominiert Outstanding Supporting Actor in a Drama Series – Jonathan Banks[42]
- 2015: Primetime Emmy nominiert Outstanding Drama Series[42]
- 2016: Primetime Emmy nominiert Outstanding Lead Actor in a Drama Series – Bob Odenkirk[43]
- 2016: Primetime Emmy nominiert Outstanding Supporting Actor in a Drama Series – Jonathan Banks[43]
- 2016: Primetime Emmy nominiert Outstanding Drama Series[43]
- 2017: Primetime Emmy nominiert Outstanding Lead Actor in a Drama Series – Bob Odenkirk[44]
- 2017: Primetime Emmy nominiert Outstanding Drama Series[44]
- 2019: Primetime Emmy nominiert Outstanding Lead Actor in a Drama Series – Bob Odenkirk[45]
- 2019: Primetime Emmy nominiert Outstanding Guest Actor in a Drama Series – Michael McKean[45]
- 2019: Primetime Emmy nominiert Outstanding Supporting Actor in a Drama Series – Jonathan Banks[45]
- 2019: Primetime Emmy nominiert Outstanding Supporting Actor in a Drama Series – Giancarlo Esposito[45]
- 2019: Primetime Emmy nominiert Outstanding Drama Series[45]
- 2020: Primetime Emmy nominiert Outstanding Support Actor in a Drama Series – Giancarlo Esposito[46]
- 2020: Primetime Emmy nominiert Outstanding Drama Series[46]
- 2022: Primetime Emmy nominiert Outstanding Lead Actor in a Drama Series – Bob Odenkirk[47]
- 2022: Primetime Emmy nominiert Outstanding Supporting Actress in a Drama Series – Rhea Seehorn[47]
- 2022: Primetime Emmy nominiert Outstanding Drama Series[47]

Golden Globe Awards
- 2016: Golden Globe nominiert Best Performance by an Actor in a Television Series – Drama Bob Odenkirk
- 2017: Golden Globe nominiert Best Performance by an Actor in a Television Series – Drama Bob Odenkirk
- 2018: Golden Globe nominiert Best Performance by an Actor in a Television Series – Drama Bob Odenkirk
- 2021: Golden Globe nominiert Best Performance by an Actor in a Television Series – Drama Bob Odenkirk

Satellite Awards
- 2016: Satellite Award – Best Drama Series
- 2016: Satellite Award – Best Supporting Actress in a Series, Miniseries or TV Film – Rhea Seehorn
- 2017: Satellite Award – Best Supporting Actress in a Series, Miniseries or TV Film – Rhea Seehorn
- 2018: Satellite Award – Best Supporting Actor in a Series, Miniseries or TV Film – Michael McKean

Writers Guild of America Awards
- 2016: WGA Award – Episodic Drama – Vince Gilligan and Peter Gould („Uno“)
- 2018: WGA Award – Episodic Drama – Gordon Smith („Chicanery“)

Saturn Award
- 2018: Saturn Award – Best Action-Thriller Television Series
- 2018: Saturn Award – Best Supporting Actor on Television – Michael McKean
- 2018: Saturn Award – Best Supporting Actress on Television – Rhea Seehorn
- 2019: Saturn Award – Best Action-Thriller Television Series

Weitere Auszeichnungen
- 2015: American Film Institute Awards – Television Programs of the Year
- 2015: Critics’ Choice Television Awards – Best Actor in a Drama Series – Bob Odenkirk
- 2015: Critics’ Choice Television Awards – Best Supporting Actor in a Drama Series – Jonathan Banks
- 2015: TCA Awards – Outstanding New Program
- 2016: Critics’ Choice Television Awards – Best Actor in a Drama Series – Bob Odenkirk
- 2016: American Film Institute Awards – Television Programs of the Year
- 2018: Peabody Award – Entertainment, children's and youth honoree
- 2018: American Film Institute Awards – Television Programs of the Year
- 2019: TCA Awards – Outstanding Achievement in Drama
- 2022: Hollywood Critics Association – Best Cable Drama[48]
- 2022: Hollywood Critics Association – Best Actor in a Broadcast Network or Cable Series, Drama – Bob Odenkirk[48]
- 2022: Hollywood Critics Association – Best Supporting Actress in a Broadcast Network or Cable Series, Drama – Rhea Seehorn[48]
- 2022: Hollywood Critics Association – Best Supporting Actor in a Broadcast Network or Cable Series, Drama – Giancarlo Esposito[48]

## DVD- und Blu-ray-Veröffentlichung
Vereinigte Staaten
- Staffel 1 erschien am 10. November 2015
- Staffel 2 erschien am 15. November 2016
- Staffel 3 erschien am 28. November 2017
- Staffel 4 erschien am 7. Mai 2019
- Staffel 5 erschien am 24. November 2020
- Staffel 6 erschien am 6. Dezember 2022

Deutschland
- Staffel 1 erschien am 12. November 2015
- Staffel 2 erschien am 17. November 2016
- Staffel 3 erschien am 30. November 2017
- Staffel 4 erschien am 9. Mai 2019
- Staffel 5 erschien am 26. November 2020
- Staffel 6 erschien am 8. Dezember 2022